# Narhval
Narhvalen (norrønt; náhvalr, lighval), Monodon monoceros, er et dyr i ordenen af hvaler og er sammen med hvidhvalen de eneste medlemmer af familien Monodontidae. Den voksne narhval måler 3,8-5 m og vejer 800-1600 kg. Den har ingen rygfinne. Narhvalhanner har en enkelt lang snoet stødtand, i sjældne tilfælde 2. I sjældne tilfælde kan også hunner have en enkelt stødtand, der dog er væsentlig kortere end hannens. Hannerne bruger stødtænderne i rituelle kampe om hunnerne.
Narhvalens hud (mattak) er meget eftertragtet blandt inuit og er en vigtig kilde til C-vitamin for befolkningen i Arktis.
I middelalderen blev narhvalens stødtand solgt som enhjørningehorn i Europa.